# Голубой щенок
«Голубой щенок» — музыкальный мультфильм режиссёра Ефима Гамбурга по одноимённой поэме Юрия Энтина, которая, в свою очередь, была написана по мотивам сказки Дьюлы Урбана «Щенок, с которым никто не дружил».

## Сюжет
Щенок голубой масти отвергнут всеми. Никто не хочет играть с ним и дружить. Поблизости промышляет Чёрный Кот — ловкач и обманщик. Неожиданно на остров нападает Злой Пират. С помощью Чёрного Кота он похищает Голубого щенка.
По морю плывёт Добрый Моряк. Чёрный Кот рассказывает Моряку о похищении, и тот бросается в погоню. Злой Пират пытается скрыться и запускает заводную Рыбу-пилу, которая перепиливает корабль Моряка. Корабль тонет, а Кот перепрыгивает к Пирату и заявляет ему, указывая на Моряка: «Он хотел вас ограбить, отнять добычу». Пират запускает Кота в море, и тот ловит Моряка. Скованный цепью, тот пленён вместе с Голубым Щенком.
Пират и Кот устраивают пирушку, воспевая свою дружбу. Пират, усиленно спаиваемый Котом, охмелев, засыпает. Кот, решив, что теперь ему ничего не грозит, тоже спокойно погружается в сон.
Щенок крадёт у Пирата ключик, заводит Рыбу-пилу и освобождает Моряка. Они связывают цепью Пирата, но тот просыпается. Кот удирает, прыгнув в море, а Моряк вступает в схватку с Пиратом. Победившие Моряк и Щенок возвращаются на остров героями.

## Создатели
| автор сценария            | Юрий Энтин |
| композитор                | Геннадий Гладков |
| режиссёр                  | Ефим Гамбург |
| художник-постановщик      | Даниил Менделевич |
| оператор                  | Михаил Друян |
| звукооператор             | Виктор Бабушкин |
| монтажёр                  | Изабелла Герасимова |
| постановщик танцев        | Андрей Дрознин |
| редактор                  | Раиса Фричинская |
| директор картины          | Фёдор Иванов |
| художники:                | - В. Максимович - Инна Заруба - Геннадий Морозов - Елена Танненберг |
| ассистенты:               | - А. Апанасова - Светлана Гвиниашвили - И. Петерсон - Светлана Кощеева (в титрах — С. Кащеева) |
| художники-мультипликаторы | - Юрий Бутырин - Юрий Кузюрин - Марина Восканьянц - Ольга Орлова - Виталий Бобров - Виолетта Колесникова - Эльвира Маслова - Наталия Богомолова - Александр Мазаев - Галина Зеброва - Сергей Дёжкин |
| в фильме поют             | - Алиса Фрейндлих — Голубой щенок - Андрей Миронов — Чёрный кот - Александр Градский — Моряк, рыба-пила - Михаил Боярский — Пират                                                                   |

## История создания
Идея снять мультфильм про щенка-изгоя пришла Энтину, когда он увидел в Риге спектакль, поставленный по сказке венгерского писателя Дьюлы Урбана. В 1971 году студия «Экран» выпустила кукольный телеспектакль «Мой голубой щенок», к которому Энтин написал сценарий и песни. Имя Урбана в титрах указано не было, но сам сюжет был близок к оригинальной сказке. Несмотря на то, что некоторые песни в этой версии были теми же самыми, что потом вошли во вторую экранизацию, телеспектакль успеха и популярности не имел. Задумав вторую экранизацию, Энтин пригласил в качестве композитора Давида Тухманова. Но худсовет объединения «Экран» раскритиковал его работу. В дальнейшем забракованная худсоветом мелодия песни («Если всеми ты любим, быть неплохо голубым…») была переделана Тухмановым в песню «Как прекрасен этот мир». В результате Энтин позвал на замену Тухманову своего друга — Геннадия Гладкова.
По признанию Энтина, все роли в сказке должен был озвучить знаменитый пародист Виктор Чистяков, обладавший уникальным даром звукоподражания, однако в мае 1972 года Чистяков разбился в авиакатастрофе под Харьковом. Пришлось обратиться к другим артистам.

## Подтекст
В оригинальном рассказе венгерского писателя Дьюлы Урбана Щенок был синего цвета (венг. Hupikék Péter — «Синий/голубой Петер»), хотя в русскоязычных источниках часто ошибочно указывается, что в оригинале он чёрный. Возможно, ошибка связана с тем, что в сказке делался акцент на то, что цвет кожи неважен, и произведение должно было научить детей бороться за права чернокожего населения (см. краткое изложение сказки на венгерском). В советском мультфильме щенок также имеет голубой окрас, но уже без упора на расовые проблемы, а для указания на «особенность» в целом.
На момент создания мультфильма прилагательное «голубой» в переносном значении означало «не от мира сего» или «романтичный, прекрасный, возвышенный». Однако в начале 1980-х годов у него появилось ещё одно значение — «относящийся к гомосексуальной культуре», которое изначально было частью лексикона закрытой гомосексуальной среды, но позже стало общеупотребимым, и слово «голубой» стало устойчиво ассоциироваться с нетрадиционной ориентацией. Юрию Энтину и другим создателям мультфильма неоднократно приходилось комментировать восприятие сказки в качестве своеобразного гимна толерантности.

«Поверьте, я в жизни бы этого не сделал, если бы мог предположить, с чем это будет ассоциироваться. Это в прямом смысле удар ниже пояса. У меня огромное количество знакомых нетрадиционной ориентации, это замечательные люди, с которыми я в самых нежных отношениях. И так издеваться над ними я бы себе никогда не позволил».— Юрий Энтин
Отсутствие гомосексуальных коннотаций подтверждается и тем, что в английском спектакле 1974 года по той же сказке главного героя зовут Ice-Blue Peter (см. афишу спектакля), при том что в английском языке слово «blue» и его производные не употреблялись и не употребляются для обозначения геев. И хотя Юрий Энтин признаётся, что и подумать не мог о такой ассоциации, многими зрителями, особенно среди молодой аудитории, мультфильм воспринимается исключительно сквозь призму гомосексуальности.

«Голубой щенок» Е. А. Гамбурга — фильм о толерантности, о том, как ребёнок должен относиться к непониманию своей врождённой особенности сверстниками, о том, что «непохожесть» на других не означает порочности.
— Георгий Бородин: Двадцать лет и один год из жизни российской анимации

## Издания на видео
- DVD — Сборник мультфильмов «Барбос и компания» («Союзмультфильм»)[16]
- DVD — Сборник мультфильмов «В мире сказок. Выпуск 7» («Крупный план»)[17]
- DVD — Сборник мультфильмов «Волшебный мир мультфильмов. Выпуск 9»
- DVD — Сборник мультфильмов «В стране невыученных уроков», «Союзмультфильм», дистрибьютор: «Дивайс», мультфильмы на диске: «В стране невыученных уроков» (1969), «Про бегемота, который боялся прививок» (1966), «Ивашка из Дворца пионеров» (1981), «Шапка-невидимка» (1973), «Голубой щенок» (1976), «Дед Мороз и лето» (1969), «Подарок для самого слабого» (1978), «Как козлик землю держал» (1974), «Кораблик» (1956).

Попурри из мультфильма в исполнении Светланы Сыропятовой и Дмитрия Янковского прозвучало в шестом сезоне вокального шоу «Голос»; Александр Градский вновь исполнил партию Рыбы-пилы.

### Комментарии
1. ↑  Имя уточнено по публикации в живом журнале Георгия Бородина[3].
2. ↑  Имя и отчество уточнены по персональной странице на сайте Театрального института имени Бориса Щукина[4].
3. ↑  Имя и отчество уточнены по персональной странице на сайте Аниматор.ру[5].
4. ↑  Фамилия, имя и отчество уточнены по персональной странице на сайте Аниматор.ру[6].